# Стебераки
Стебераки (біл. вёска Сцябяракі) — село в складі Вілейського району Мінської області, Білорусь. Село підпорядковане Любанській сільській раді, розташоване в північній частині області.

## Історія
У 1921–1945 роках село знаходилось у Польщі, у Вільнюськім воєводстві, Вілейського повіту, у гміні Ілля, з 1932 у гміні Вішнева.

## Населення
- 1866 рік — 151 людини, 13 будинків[1]
- 1921 рік — 174 людини, 32 будинків[2].
- 1931 рік — 210 людини, 37 будинків[3].